# AX.25
AX.25 -  (англ. AX.25 Protocol) — протокол транспортного рівня пакетної передачі даних моделі OSI.
При здійсненні пакетного зв'язку в радіоаматорському ефірі між двома або кількома кореспондентами обмін інформацією проводиться згідно з деяким встановленим порядком, який називається протоколом обміну. При цьому використовується протокол АХ.25, що являє собою перероблену спеціально для радіоаматорських цілей версію протоколу. Протоколи обміну містять сім рівнів. Вся логіка процедури роботи по радіоканалу описується у другому рівні. Практично він реалізується, як правило, спеціальним контролером пакетного зв'язку (TNC), який розміщується між комп'ютером і радіоприймачем.

## Опис
Протокол обміну АХ.25 забезпечує Багатостанційний (множинний) доступ в канал зв'язку з контролем зайнятості. Усі станції вважаються рівноправними. Перш ніж включитися в роботу, TNC станції перевіряє- вільний канал чи ні. Якщо зайнятий, то канал перевіряється до тих пір, поки не виявиться вільним, і лише після цього станція включається на передачу. 
При пакетного зв'язку повідомлення передаються блоками - кадрами. Крім інформації, в кадрі містяться дані про призначення кадру, адреси відправника, одержувача і ретранслятора, через які має пройти повідомлення, а також контрольна сума, яка дозволяє перевірити правильність прийнятих кадрів.
Передача даних по радіоканалу в багатьох випадках надійніше і дешевше, ніж передача по комутованих або орендованим каналах, і особливо по каналах стільникових мереж зв'язку. У ситуаціях з відсутністю розвиненої інфраструктури зв'язку, використання радіозасобів для передачі даних часто є єдино розумним варіантом організації зв'язку. Мережа передачі з використанням радіомодемів може бути розгорнута практично в будь-якому географічному регіоні. У залежності від використовуваних радіостанцій така мережа може обслуговувати своїх абонентів в зоні радіусом від одиниць до сотень кілометрів. Величезну практичну цінність радіомодеми мають там, де необхідна передача невеликих обсягів інформації (документів, довідок і т.д.). 
Радіомодеми часто називають пакетними контролерами (TNC - Terminal Node Controller) внаслідок того, що до їх складу входить спеціальний контролер, який здійснює обмін даними з комп'ютером, управління форматування кадрів і доступом до загального радіоканалу відповідно до реалізованим методом множинного доступу. Радіомодеми орієнтовані для роботи в єдиному радіоканалі з багатьма користувачами (в каналі множинного доступу), а не в каналі "точка - точка" (модем для комутованих ліній).

## Особливості протоколу AX.25
Для того, щоб мати механізм надійної передачі даних між двома працюючими терміналами, необхідно визначити протокол, який дозволяє передавати і приймати дані по різних типах ліній зв'язку. Протокол транспортного рівня AX.25 розроблений для забезпечення передачі даних незалежно від того, чи є інші рівні протоколу чи ні.
Цей протокол відповідає рекомендаціям ISO N 3309, 4335 (включаючи DAD 1 & 2) і рекомендації високого рівня 6256 з управління передачею даних (HDLC).
Цей протокол збігається з рекомендацією X.25 CCITT, за винятком того, що він передбачає розширене поле адреси і додатковий "ненумерований Інформаційний" (UI) кадр.
Цей протокол буде працювати однаково в умовах як двостороннього, так і напівдуплексного зв'язку.
Цей протокол був розроблений як для з'єднання двох індивідуальних радіостанцій, так і для з'єднання індивідуальної радіостанції з багато портовим контролером.
Цей протокол дозволяє встановлювати більш одного з'єднання на пристрій, якщо він надає цей сервіс.
Цей протокол не забороняє самоз'єднання. Самоз'єднання це, коли пристрій встановлює зв'язок саме з собою, використовуючи свою власну адресу, як адресу приймача і передавача в кадрі.
Більшість мережевих протоколів з безліччю з'єднань припускає наявність одного головного (первинного) пристрої зазвичай званого DCE (Data Circuit-terminating Equipment), до якого підключено декілька вторинних (підлеглих) пристроїв зазвичай званих DTE (Data Terminating Equipment). Такий вид несиметричною зв'язку рідко використовується в розподілених радіомережах. Замість цього AX.25 припускає, що обидва абонента зв'язку мають однаковий клас і, таким чином, виключає два різні класи обладнання. Термін DXE використовується в протоколі для опису цього симетричного типу пристрою, який зазвичай зустрічається в радіомережах.
Рекомендація AX.25 встановлює єдиний протокол обміну пакетами, тобто обов'язковий для всіх користувачів пакетних радіомереж порядок обміну даними. Стандарт AX.25 є переробленою для пакетних радіомереж версію стандарту X.25. 
Особливість пакетних радіомереж полягає в тому, що один і той же радіоканал використовується для передачі даних всіма користувачами мережі в режимі множинного доступу. Протокол AX.25 передбачає множинний доступ в канал зв'язку з контролем зайнятості. Всі користувачі мережі вважаються рівноправними. Перш ніж почати передачу радіомодем "слухає" вільний чи ні канал. Якщо зайнятий, то передача відкладається до моменту його звільнення. Можливо, що в цей же момент почне передачу і інший модем. У цьому випадку відбудеться накладення сигналів, в результаті чого, дані можуть серйозно спотворитися. Передавальний радіомодем дізнається про це, коли отримає негативне підтвердження, або в результаті тайм-ауту. У такій ситуації він зобов'язаний повторити передачу. 
При такому зв'язку інформація передається у вигляді окремих блоків - кадрів. В основному їх формат відповідає протоколу HDLC, але є відмінності.

## Формат кадрів
Згідно з Рекомендацією AX.25 кадри поділяються на службові та інформаційні і мають наступний формат:
| FLAG     | ADRES      | CONT   | CRC-16  | FLAG     |
| -------- | ---------- | ------ | ------- | -------- |
| 01111110 | 14-17 байт | 1 байт | 2 байта | 01111110 |

| FLAG     | ADRES     | CONT   | INFORM      | CRC-16  | FLAG     |
| -------- | --------- | ------ | ----------- | ------- | -------- |
| 01111110 | 14-17байт | 1 байт | до 256 байт | 2 байта | 01111110 |

Початок і кінець кадру відзначаються кадрами FLAG, тобто комбінаціями виду <01111110>, що полегшує прийом кадру на тлі завад. Поле адреси ADRES містить адреси відправника, одержувача і станцій-ретрансляторів, якщо такі є. Поле управління CONT визначає тип кадру: інформаційний чи службовий. Довжина інформаційного поля INFORM, що являє собою пакет мережевого рівня, в пакетних радіомережах зазвичай не перевищує кількох сотень байт. 
При реалізації мережевого (третього) рівня протоколу AX.25 використовується поле визначеного протоколу, яке виступає як частина інформаційного поля і є необов'язковим. 
Контрольне поле кадру (CRC-16) призначено для виявлення помилок в кадрі під час його передачі.

## Фізична реалізація радіомодемів
Комп'ютер взаємодіє з радіомодемом за допомогою одного з відомих інтерфейсом DTE-DCE. Практично завжди застосовується інтерфейс RS-232. Передані дані з комп'ютера в радіомодем також можуть бути  командою, якою є інформація для передачі. У першому випадку команда декодується і виконується, у другому - формується кадр відповідно до протоколу AX.25. Перед безпосередньою передачею кадру послідовність його бітів кодується лінійним кодом без повернення до нуля NRZ-I (Non Return to Zero Inverted). 
Пакетний радіомодем являє собою сукупність двох пристроїв: власне модему і контролера TNC. Вони пов'язані між собою чотирма лініями: TxD - для передачі кадрів в коді NRZ-I, RxD - для прийому кадрів від модему в коді NRZ-I, PTT - для подачі сигналу вмикання модулятора і DCD - для подачі сигналу зайнятості каналу з модему контролеру. Зазвичай модем і пакетний контролер конструктивно виконуються в одному корпусі. 
Перед передачею кадру контролер включає модем за допомогою сигналу по лінії PTT, а по лінії TxD посилає кадр в коді NRZ-I. Модем модулює отримувану інформацію відповідно до прийнятого способом модуляції. Модульований сигнал з виходу модулятора надходить на мікрофонний вхід MIC передавача. 
При прийомі кадрів модульована послідовністю імпульсів несуча надходить з виходу EAR приймача радіостанції на вхід демодулятора. З демодулятора прийнятий кадр у вигляді послідовності імпульсів в коді NRZ-I надходить в контролер пакетного радіомодему. 
Одночасно з появою в каналі сигналу в модемі спрацьовує спеціальний детектор, що виробляє на своєму виході сигнал зайнятості каналу. Сигнал PTT, крім включення модулятора, також виконує функцію перемикання потужності передачі.